# Banaran (Boyolali)
Banaran is een bestuurslaag in het regentschap Boyolali van de provincie Midden-Java, Indonesië. Banaran telt 7338 inwoners (volkstelling 2010).